# Polemiosilis simplex
Polemiosilis simplex es una especie de coleóptero de la familia Cantharidae.

## Distribución geográfica
Habita en Indonesia.